# Gabriele Wetzko
Gabriele Wetzko   (Leipzig, 28 d'agost de 1954), de casada Hartung, Frischke i Kühne, és una nedadora alemanya, ja retirada, especialista en estil lliure, que va competir durant les dècades de 1960 i 1970 sota bandera de la República Democràtica Alemanya.
El 1968 va prendre part en els Jocs Olímpics d'Estiu de Ciutat de Mèxic, on va disputar tres proves del programa de natació. Formant equip amb Roswitha Krause, Uta Schmuck i Martina Grunert guanyà la medalla de plata en els 4x100 metres lliures. Per la seva banda, en els 200 metres lliures fou quarta i en els 400 metres lliures cinquena. Quatre anys més tard, als Jocs de Múnic, revalidà la medalla de plata en els 4x100 metres lliures, fent equip amb Andrea Eife, Kornelia Ender i Elke Sehmisch. En les altres dues proves del programa de natació que disputà fou quarta en els 100 metres lliures i disputà les sèries, però no la final, dels 4x100 metres estils, per la qual cosa no va rebre la medalla que va guanyar el seu equip.
En el seu palmarès també destaquen quatre medalles d'or al Campionat d'Europa de natació de 1970 disputat a Barcelona, així com quatre campionats nacionals dels 100 metres lliures, tres dels 200, dos dels 400, cinc dels 4x100 metres lliures i dos dels 4x100 metres estils entre 1967 i 1973.
Un cop retirada va estudiar medicina i ciències econòmiques. Es va casar amb el nedador Wilfried Hartung el 15 de setembre de 1973, però es van divorciar poc després.